# سفر فضانورد
«سفر فضانورد» (به انگلیسی: A Spaceman Came Travelling) تک‌آهنگی از کریس دی‌برگ است که در ۱۹۷۶ منتشر شد.